# Degerndorf (Münsing)
Degerndorf ist ein Gemeindeteil von Münsing und eine Gemarkung im oberbayerischen Landkreis Bad Tölz-Wolfratshausen.

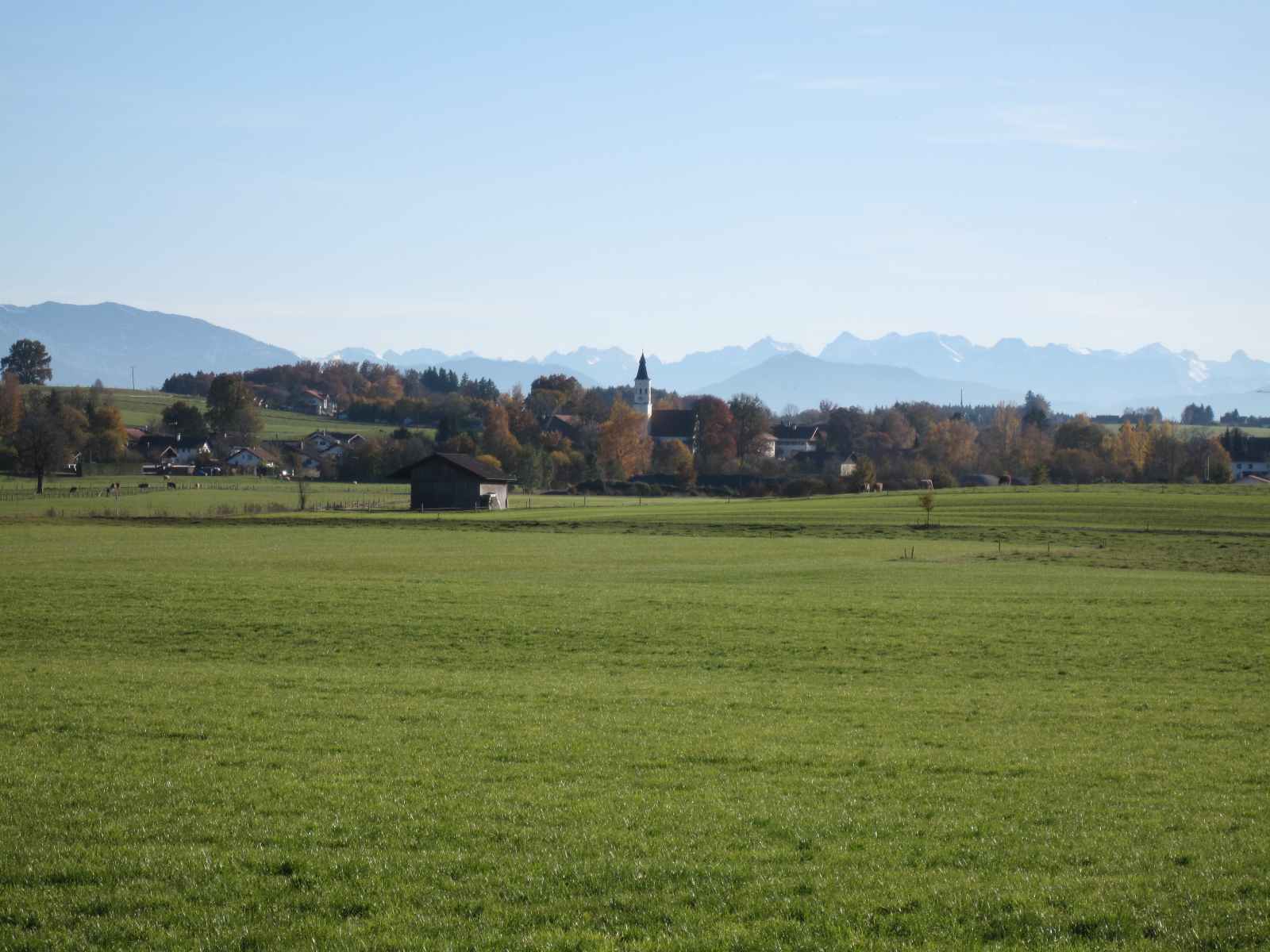
Ansicht von Degerndorf

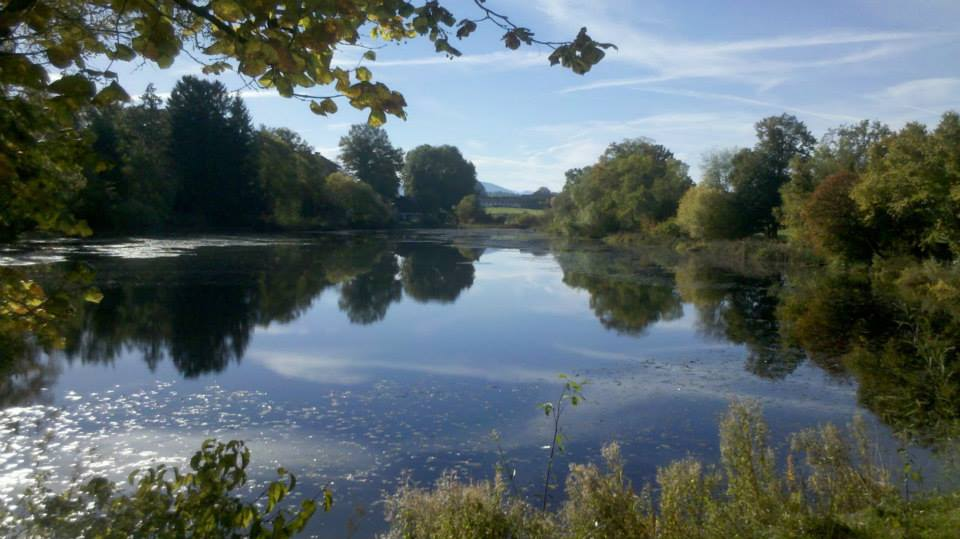
Degerndorfer Weiher

## Geographie
Degerndorf liegt circa 30 km südlich von München und ist etwa drei Kilometer vom Starnberger See entfernt.
Das Kirchdorf hat etwa 800 Einwohner und liegt auf einer Höhe von 681 m ü. NN. Die höchste Erhebung stellt der circa einen Kilometer westlich gelegene Fürst-Tegernberg mit einer Höhe von 719 m ü. NN dar. Er bietet einen 360°-Panoramarundblick über die gesamte im Süden gelegene Alpenkette mit ihren Vorgebirgen und den Starnberger See (Würmsee) im Westen. Die Gemarkung, auf der auch die Orte Achmühle, Bolzwang, Bruckmaier und Sonderham liegen, hat eine Fläche von etwa 2,7 km².

## Geschichte
Ein Weltpriester namens Oadalscalch (Odalschalk) hatte dort eine eigene kleine Kirche. Sie war die Taufkirche einer christlichen Zellengemeinde in dieser Gegend und dem Heiligen Johannes geweiht. In einer Urkunde aus dem Jahre 814 übergab dieser Priester Odalschalk seine eigene Kirche zu Tegardorf in die Hände des Bischofs Otto zur Domkirche in Freising.
Wenn schon damals eine Kirche bestand, so ist auch anzunehmen, dass schon längere Zeit Menschen auf der Degerndorfer Höhe lebten. Sie ist eine der höchsten Erhebungen der Seitenmoränenzüge und liegt 681 m über dem Meer.
Der Name Degerndorf leitet sich von Tighearna beziehungsweise Tegardorf ab, das bedeutet so viel wie Dorf der Tegerin. Nach dem Historiker Meichelbeck heißt Tagerin oder Tegerin so viel wie Fürst oder Herr. Die mit Tegern gebildeten Ortsnamen waren Orte, die einem vornehmen Herrn gehörten. Wahrscheinlich leitet sich der Flurname Fürst-Tegernberg von dieser Bedeutung ab.
Den Ort Degerndorf gibt es laut Forschungen seit 721 n. Chr.
Ab 1841 war Degerndorf eine eigene Gemeinde, bevor sie 1978 im Zuge der Gemeindegebietsreform großenteils in die Gemeinde Münsing überging. Achmühle kam zur Gemeinde Eurasburg.

## Kultur und Sehenswürdigkeiten

### Maria-Dank-Kapelle
Die mit Abstand bekannteste Sehenswürdigkeit in Degerndorf ist die Maria-Dank-Kapelle auf dem 719 m hohen Fürst-Tegernberg. Die Errichtung der Kapelle geht auf die Ereignisse der letzten Jahre des Zweiten Weltkrieges zurück. Da die nahegelegene Munitionsfabrik in Geretsried der Bombardierung durch die Alliierten ausgesetzt war und Degerndorf zusätzlich in der Einflugschneise der alliierten Bomber nach München lag, bestand für Degerndorf immer die Gefahr eines Treffers durch eine fehlgeleitete Bombe. So gingen am 22. November 1944 zwischen Degerndorf und Bolzwang 20 schwere Sprengbomben nieder, die jedoch nur Flurschaden verursachten.
Die Ereignisse um den 17. Dezember 1944 sind besonders erwähnenswert. In dieser Nacht wurde es für das Dorf besonders brenzlig, als ein über München von einer Flak angeschossener englischer Bomber des Typs Avro Lancaster Mk. III vollbeladen mit Brandbomben nicht auf das Dorf stürzte, sondern in der Nähe des heutigen Standortes der Kapelle wenige hundert Meter vom Ortskern entfernt niederging. Kein Haus wurde beschädigt und kein Bewohner verletzt. In der Maschine saßen sieben Besatzungsmitglieder der Royal Air Force, von denen sich nur der Heckschütze Sergeant Charles Samuel Joce mit dem Fallschirm retten konnte. Der verletzte Charles Samuel Joce irrte die ganze Nacht hilfesuchend umher. Am Tag danach lief er schließlich den Bewohnern Degerndorfs in die Hände, die ihn zum damaligen Bürgermeister Georg Bolzmacher brachten.
Nun stellte sich dem Bürgermeister die Frage, wie er mit sechs feindlichen Leichen und einem verletzten Kriegsgefangenen umgehen sollte. Ehe genauere Überlegungen angestellt werden konnten, meldete sich ein Einwohner bei der Polizei in Wolfratshausen, um den Engländer abholen zu lassen. Die Beamten in Wolfratshausen wollten mit der Angelegenheit aber nichts zu tun haben und gaben lediglich folgende überlieferte Empfehlung ab: „Daschlagts’n glei, dann hamma koane Scherereien mit erm“ (zu deutsch: „Erschlagt ihn gleich, dann haben wir keinen Ärger mit ihm.“). Die Degerndorfer hingegen hielten sich nicht an diese Empfehlung. Sie versorgten den Engländer medizinisch und pflegten ihn mehrere Tage lang. Die sechs Leichen sollten auf Geheiß der NSDAP im Wald verscharrt werden. Doch auch dieser Anweisung widersetzten sich die Einheimischen. Da man die Namen der Gefallenen aufgrund ihrer Marken identifizieren konnte, stiftete man ihnen jeweils ein eigenes Kreuz mitsamt Namen auf dem Friedhofsgelände der Dorfkirche St. Michael. Ihre Namen lauteten demnach Edward Roy Newland, Ronald William Bennett, David Thomson Muir, Percy Barlow, Hilton Alfred Hales und Herbert Alfred Tuck. Charles Samuel Joce wurde nach einigen Tagen am Bahnhof in Wolfratshausen von deutschen Soldaten abgeholt, geriet aber wegen seiner Verletzungen nicht in ein Kriegsgefangenenlager, sondern in ein Krankenhaus. Ende der 1950er Jahre kehrte Sgt. Charles Samuel Joce noch einmal an den Ort seines Absturzes und zu seinen „Rettern“ zurück. Als nach Kriegsende die Amerikaner durch das Land zogen, kamen sie irgendwann auch in Degerndorf an. Sie erfuhren von dem Vorfall mit dem britischen Bomber und der respektvollen Umgangsweise der Bewohner mit den Leichen und dem überlebenden Kriegsgefangenen. Aus Dank dafür erging der Befehl, das Dorf nicht zu plündern.
Während dieser Ereignisse entstand das Gelübde, zu Ehren Marias eine Kapelle am schönsten Ort von Degerndorf zu bauen, wenn der Krieg für den Ort ein gutes Ende nehme. Bis Kriegsende traf Degerndorf keine Bombe. Und so begannen bereits ein Jahr nach Kriegsende die Planungen für die Maria-Dank-Kapelle auf dem Fürst-Tegernberg. Das Baumaterial holten sich die Bewohner überwiegend aus den Ruinen des zerbombten Münchens. Die restlichen Materialien wie Zement oder Nägel beschafften sich die Bauherren mit Tauschgeschäften. Am 23. Mai 1948 wurde die Maria-Dank Kapelle feierlich eingeweiht. Seit der Einweihung der Kapelle ziehen die Degerndorfer jeden 13. eines Monats (von Mai bis Oktober) in einer Dankesprozession auf den Fürst-Tegernberg. Die Kapelle ist ein weit über die Gemeindegrenzen hinaus bekannter Ausflugsort. Jedes Jahr im Juni findet die Johannifeier des örtlichen Burschenvereins auf dem Fürst Tegernberg statt.

### Verbände und Vereine
- Bauernverband Degerndorf
- Burschenverein Degerndorf
- Degerndorfer Blasmusik
- Degerndorfer Jungmusikanten
- Freiwillige Feuerwehr Degerndorf
- Schützenverein Degerndorf
- Theaterverein Degerndorf
- VdK Degerndorf
- Veteranenverein Degerndorf
- Der Dorfweiher wird vom Fischereiverein Ammerland bewirtschaftet[4]